# Charlotte Kemp Muhl
Pour les articles homonymes, voir Kemp.
Charlotte Kemp Muhl, également connue sous le nom de Kemp Muhl, née le 17 août 1987 à Atlanta (États-Unis) ou à West Point (État de New York), est une chanteuse, auteur-compositeur-interprète, écrivain, modèle et réalisatrice américaine basée à Atlanta, en Géorgie. 

## Biographie

### Carrière dans le mannequinat
Kemp Muhl mannequin depuis l'âge de 13 ans, devient à 16 ans le plus jeune mannequin à paraître en couverture du magazine britannique Harper's and Queen, . Elle a été présente dans les campagnes des marques Tommy Hilfiger, Sisley, D & G, Donna Karan, Maybelline, Swarovski et la marque J.LO de Jennifer Lopez. Elle a travaillé avec Ellen Von Unwerth, Terry Richardson, Greg Kadel, Gilles Bensimon et Steven Klein. De 2002 à 2005, Kemp Muhl a été le porte-parole de Vidal Sassoon en Asie, apparaissant dans des publicités et des films sur tout le continent.

### Carrière musicale
Kemp Muhl est une chanteuse-compositrice multi-instrumentiste qui joue notamment la guitare, la basse, le clavier et le bayan, un genre d'accordéon. Sean Lennon et Kemp Muhl sont impliqués dans un projet musical intitulé The Ghost of a Saber Tooth Tiger (en). Le couple a également formé la maison de disques Chimera Music.   

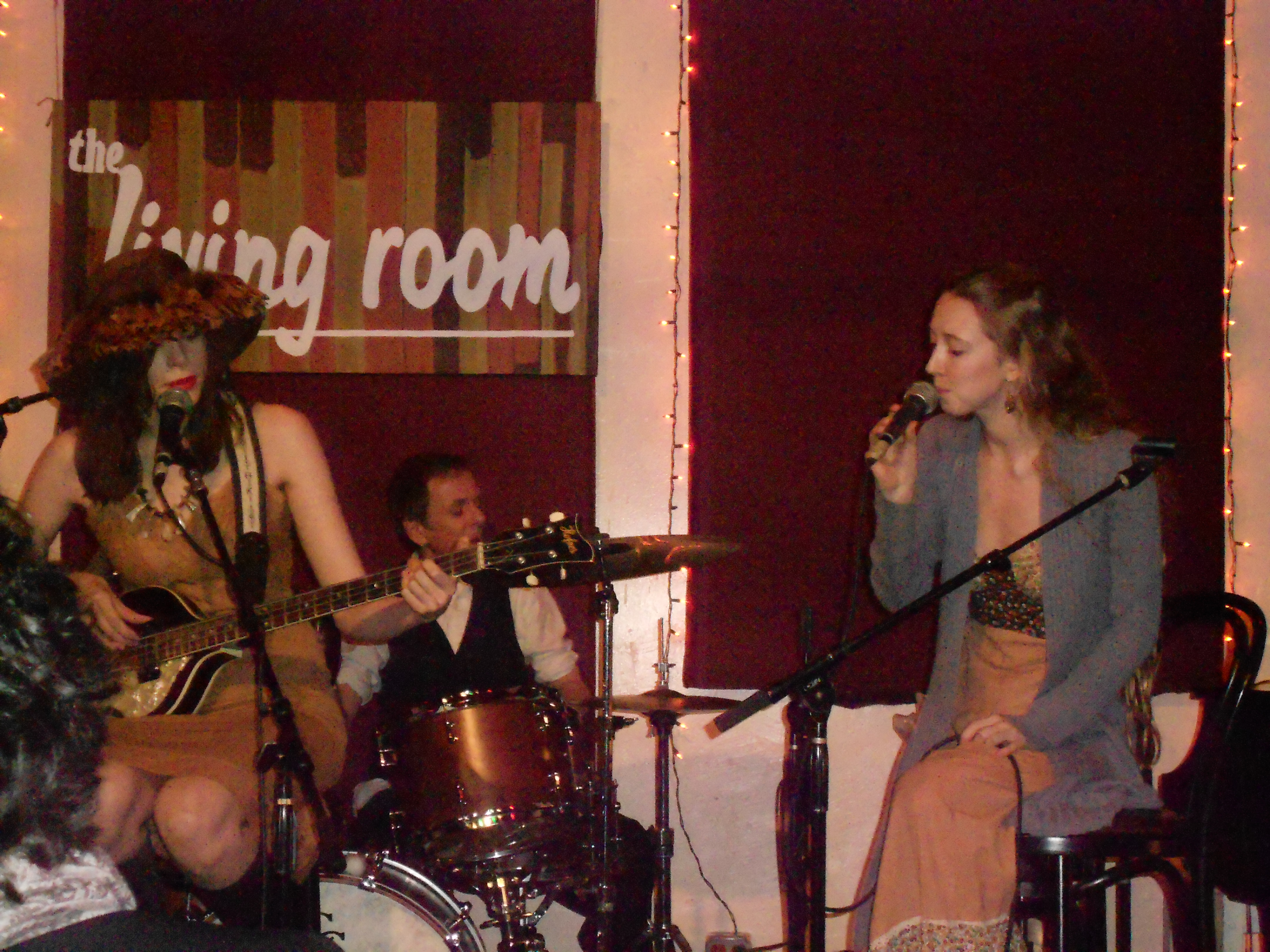
Kemp Muhl et Eden Rice se produisent au Living Room.

Kemp Muhl a un autre projet musical en formant "Kemp and Eden" avec son amie de longue date, Eden Rice. Kemp and Eden ont rejoint en 2012 le label indépendant River Jones Music. Ils ont publié en 2012 un LP, Black Lace Hole. Kemp Muhl a déclaré à plusieurs reprises qu'elle utilisait une grande partie des fonds de sa carrière lucrative de mannequin pour financer et produire sa musique. 
En 2017, Charlotte Kemp Muhl, avec le chanteur Nico Fuzz et le guitariste David Strange, fonde le groupe Uni. Le 17 novembre 2017, ils sortent leur premier single What's the Problem b/w Adult Video, accompagné d'un traitement vidéo musical réalisé par elle. Mushroom Cloud sort le 23 mars 2018.

### Vie privée
Elle rencontre à 17 ans, en 2005, au festival de musique et d'art de Coachella Valley,  Sean Lennon, le fils de John Lennon et Yoko Ono, alors âgé de 29 ans. Dans une interview, Lennon déclare s'être rendu compte des talents musicaux de Kemp Muhl plus d'un an après le début de leur relation. Kemp Muhl et Lennon sont impliqués dans plusieurs projets musicaux et une grande partie de leur travail est créée dans leur propre studio basé à Greenwich Village.